# Wiktor Wassiljewitsch Filatow
Wiktor Wassiljewitsch Filatow (russisch Виктор Васильевич Филатов; * 23. September 1918 in Moskau; † 18. Dezember 2009 ebenda) war ein sowjetisch-russischer Restaurator und Hochschullehrer.

## Leben
Filatows Vater Wassili Iwanowitsch Filatow (1881–1937) war Besitzer einer Blechwarenfabrik, die 1928 verstaatlicht wurde. Dann stellte er Kerzen und andere Dinge für den kirchlichen Gebrauch her. Während des Großen Terrors wurde er 1937 verhaftet, zum Tode verurteilt und am 5. November 1937 zusammen mit einer Gruppe russisch-orthodoxer Priester auf dem Butowo-Poligon erschossen.
Filatow studierte als sechstes Kind eines Volksfeindes von 1937 bis Dezember 1941 am Moskauer Textil-Institut  in der Kunst-Fakultät mit Abschluss als Gewebe-Künstler und -Technologe. Von Januar 1942 bis Oktober 1945 nahm er als Soldat der Roten Armee am Deutsch-Sowjetischen Krieg teil.
1945 wurde Filatow Junior-Restaurator in der Abteilung für altrussische Malerei der Staatlichen Zentralen Restaurationswerkstatt (GZChRM). Ab Anfang 1946 arbeitete er bei Nikolai Andrejewitsch Baranow in der von Nikolai Petrowitsch Sytschow geleiteten Arbeitsgruppe zusammen mit Nadeschda Jetgenjewna Mnjowa, W. O. Kirikow, D. M. Tjulin und Fjodor Alexandrowitsch Modorow, die in Wladimir Restaurierungen durchführte. Im Mittelpunkt standen die Wiederherstellung der Mariä-Entschlafens-Kathedrale, die dortigen Fresken Andrei Rubljows, die Muttergottes-Geburts-Kathedrale im Susdaler Kreml und die Boris-und-Gleb-Kirche in Kidekscha.
Ab 1948 leitete Filatow die Abteilung für altrussische Malerei der  GZChRM und ab 1950 die Abteilung für Staffeleitemperamalerei. Als seine Lehrer betrachtete er Wera Grigorjewna Brjussowa und Igor Emmanuilowitsch Grabar. Galina Sacharowna Bykowa war eine Mitarbeiterin Filatows.
Ab 1954 lehrte Filatow russische und westeuropäische Malerei-Technologie an der Lomonossow-Universität Moskau (MGU). 1957 nahm er in Amsterdam an der Konferenz des International Council of Museums (ICOM) der UNESCO teil. Zusammen mit Wiktor Nikititsch Lasarew führte er 1958 in Albanien eine Untersuchung der mittelalterlichen Malerei durch und organisierte die dortige Restaurierungsarbeit. Einer seiner Studenten war Sawwa Wassiljewitsch Jamschtschikow.
1960 wurde Filatow Vizedirektor für Wissenschaft des Allunionszentralforschungslaboratoriums für Konservierung und Restaurierung von Museumsschätzen (WZNILKR) in Moskau. 1961 verteidigte er am Lehrstuhl für Kunstwissenschaft der MGU mit Erfolg seine bei Lasarew angefertigte Dissertation über die Technik und Restaurierung der russischen Staffeleitemperamalerei für die Promotion zum Kandidaten der Kunstwissenschaften. 1962 führte er in Bulgarien eine Untersuchung der mittelalterlichen Malerei durch und organisierte die dortige Restaurierungsarbeit. Mit Alexander Iwanowitsch Samoschkin gründete er 1963 das sowjetische Komitee des International Council of Museums der UNESCO und organisierte die entsprechenden Konferenzen in Moskau und Leningrad. Er führte drei Expeditionen zur Erfassung der Ikonenmalerei und Bildhauerei in den Kirchen Weißrusslands durch und organisierte die Restaurierung der in das Staatliche Weißrussische Kunstmuseum in Minsk gekommenen Kunstwerke. Im Auftrag des Kulturministeriums der UdSSR begleitete er als Restaurator die Ausstellungen von Werken sowjetischer Künstler in Venedig, Colombo und Paris. Er war an Malereirestaurierungen in den Kathedralen in Moskau, Wladimir und Swenigorod beteiligt. Zusammen mit Marija Nikolajewna Sokolowa führte er in den 1970er Jahren im Dreifaltigkeitskloster von Sergijew Possad Restaurierungsarbeiten an der Ikonostase Andrei Rubljows in der Dreifaltigkeitskathedrale durch. Mit ihr bearbeitete er auch andere Objekte und übernahm nach ihrem Tod die Betreuung ihrer Schülerinnen. Milda Petrowna Wikturina war eine Mitarbeiterin Filatows. Direktor des WZNILKR war seit 1964 Iwan Petrowitsch Gorin.
Nach dem Ausscheiden aus dem WZNILKR 1974 arbeitete Filatow als Chefkünstler im Institut Spezprojektrestawrazija des Verbands Rosrestawrazija. Ab 1991 hielt er eine Vorlesung über Geschichte der Restaurierung an der Tichon-Universität der Russisch-Orthodoxen Kirche. Ab 1992 leitete er die praktische Berufsvorbereitung der Studenten der Malereirestaurierung an der Russischen Akademie für Malerei, Bildhauerei und Architektur in Moskau.
Während seines gesamten Lebens beschäftigte sich Filatow mit Aquarellmalerei. Er beteiligte sich an Sammelausstellungen und führte 11 persönliche Ausstellungen in Moskau und in der Oblast Moskau durch.
Filatows Sohn Sergei Wiktorowitsch (* 1948) und der Enkel Kirill Sergejewitsch wurden ebenfalls Restauratoren.

## Ehrungen
- Orden des Roten Sterns
- Orden des Vaterländischen Krieges II. Klasse
- Verdienter Künstler der Russischen Föderation
- Orden des Heiligen Sergius von Radonesch III. Klasse der Russisch-Orthodoxen Kirche für die Mitarbeit in der Kommission für die künstlerische Ausgestaltung der Moskauer Christ-Erlöser-Kathedrale